# Solide covalent

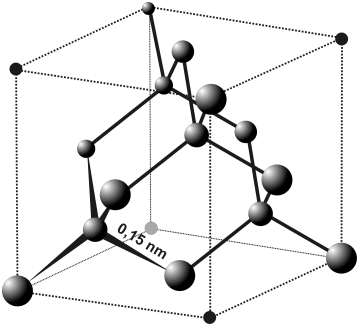
Représentation schématique d'un solide covalent de diamant

Un solide covalent est un solide dont les constituants sont reliés entre eux par des liaisons covalentes. Par exemple, le diamant ou la silice. Cette notion s'oppose à un solide moléculaire (exemple : la glace), à un solide ionique (exemple, le sel alimentaire : chlorure de sodium), à un solide métallique (exemple, l'or massif).